# في خط النار (فلم)
في خط النار (بالإنجليزية: In the Line of Fire) ، هي فيلم أمريكي من نوع جريمة وتحقيق ، أنتجت عام 1993م ونشرها شركة كولومبيا بيكشرز ، وتتحدث القصة عن حادثة بعد اغتيال الرئيس الأمريكي جون كينيدي بمدينة دالاس بولاية تكساس الأمريكية عام 1963م.

## مصدر
1. ↑  Eller، Claudia (13 يوليو 1993). "In the Line of Fire: Whose Movie Is It, Anyway?". The Los Angeles Times. مؤرشف من الأصل في 2017-06-28. اطلع عليه بتاريخ 2010-12-27. {{استشهاد بخبر}}: استعمال الخط المائل أو الغليظ غير مسموح: |ناشر= (مساعدة)

## وصلات خارجية
- مقالات تستعمل روابط فنية بلا صلة مع ويكي بيانات
- Movie stills